# Entacmaea
Entacmaea is een geslacht van zeeanemonen uit de familie van de Actiniidae.

## Soorten
- Entacmaea medusivora Fautin & Fitt, 1991
- Entacmaea quadricolor (Leuckart in Rüppell & Leuckart, 1828)